# Alimentation stabilisée

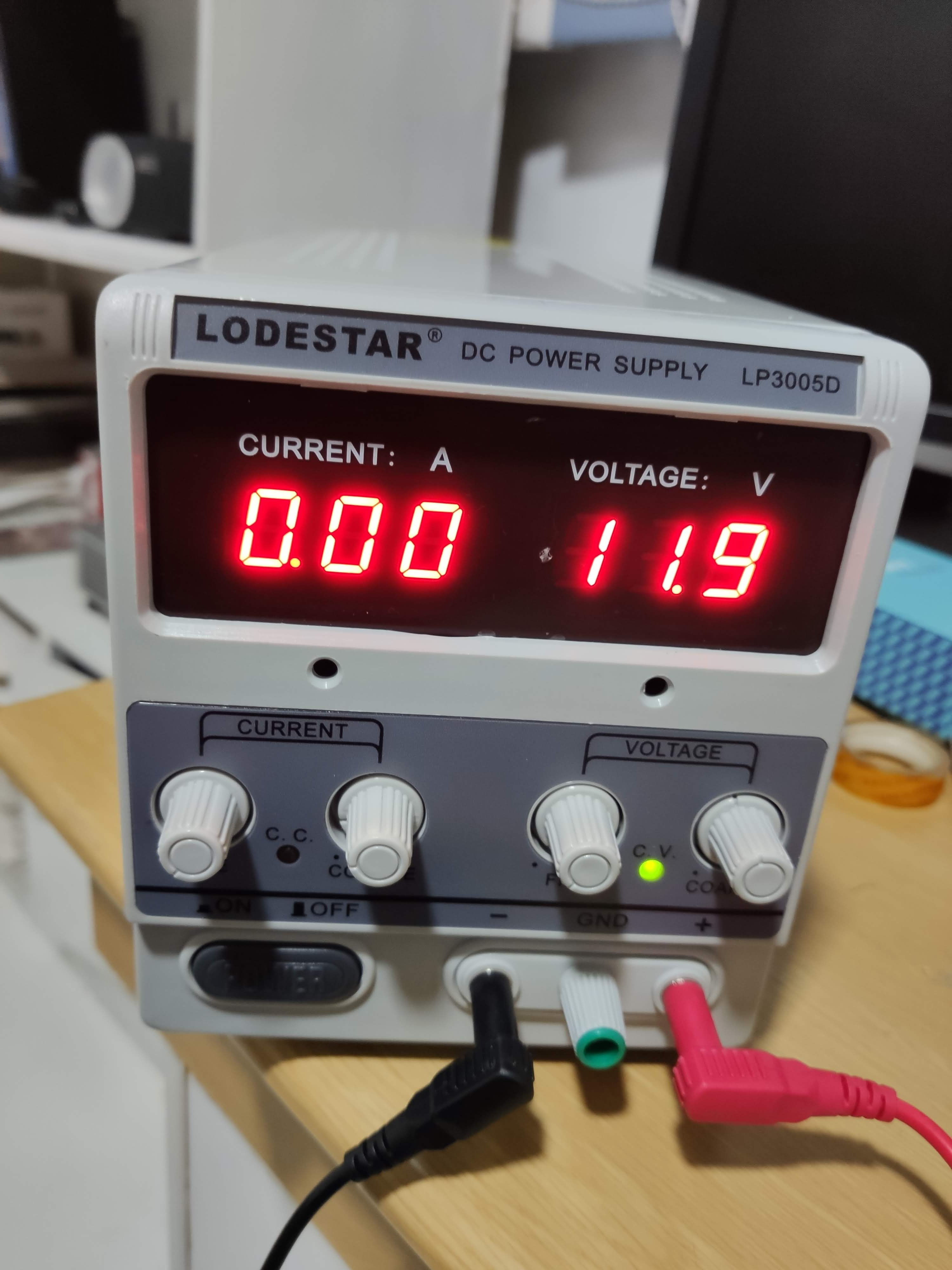
Une alimentation stabilisée, réglée sur 11,9 volts

Une alimentation stabilisée est un dispositif électronique, utilisant un éventuel redressement à l'aide de diodes suivi d'un filtrage capacitif, permettant le réglage de la tension. Ce type d'alimentation ne comporte pas de circuit de régulation, tout au plus un système d'abaissement actif de la tension (par claquage à l'aide d'une diode Zener par exemple, épaulée en option d'un transistor 'ballast' pour en augmenter le courant disponible).
À l'inverse, une alimentation régulée est un dispositif électronique, utilisant une régulation, permettant le réglage de la tension et éventuellement du courant nécessaires au fonctionnement d'un appareil électrique ou électronique. Dans sa version de laboratoire, elle est généralement conçue pour fonctionner en générateur idéal de tension et de courant.
La relation entre la tension d'entrée Ve et celle de sortie Vs est la suivante : ΔVs = F0*ΔVe - R0*ΔIs. Avec Is l'intensité de sortie, F0 le facteur de stabilisation en tension et R0 la résistance interne de l'alimentation.